# Charles-Louis Havas
Charles-Louis Havas (5. juli 1783 i Rouen, Frankrig – 21. maj 1858 i Bougival, Frankrig) grundlagde det franske nyhedsbureau Agence Havas (det senere Agence France-Presse). Havas indførte et ensartet nyhedsmateriale til bureauets abonnenter og deltog sammen med Paul Julius Reuter og Bernhard Wolff i forhandlingerne om Paris-aftalen i 1859.